# 颶風布拉斯 (2022年)
颶風布拉斯（英語：Hurricane Blas）是2022年6月對墨西哥造成影響的一埸颶風。為2022年太平洋颶風季的第2場獲命名風暴和第2場颶風。

## 氣象歷史
6月7日，美國國家颶風中心開始追蹤特萬特佩克灣南部一個具發展潛力的熱帶擾動 。6月10日晚上，該熱帶擾動在有利發展的環境下開始形成陣雨和雷暴。6月14日上午9時，系統在位於科利馬州曼薩尼約東南方636公里處增強為熱帶低氣壓。6小時後，該熱帶低氣壓增強為熱帶風暴，並命名為「布拉斯」。根據衛星圖像顯示，布拉斯的對流組織在當天持續改善，結構逐漸變得明確，並發展出明確的對流帶狀特徵及中心密集雲團。 6月15日，布拉斯開始迅速增強，在當天下午3時達到薩菲爾-辛普森颶風等級下的一級颶風標準，同時成功發展出一個中層氣眼。
布拉斯在6月17日稍微增強，最大持續風速增至每小時140公里，最低中心氣壓為976毫巴 。在6月18日上午3時，布拉斯減弱為熱帶風暴，其中層中心的對流被切離到風暴的西南側，加上開始移入海面溫度較低的區域，引致中心難以發展深層對流。當天布拉斯不斷減弱，衛星影像顯示其低層中心部分外露，只剩下東南象限仍有對流。
隨着風暴所在的環境不斷惡化，6月19日晚上9時，布拉斯中心的北部和東北部只剩下少數不明顯的對流帶，6月20日上午3時，衛星圖像顯示布拉斯以失去所有深層對流。國家颶風中心在當日上午9時將風暴降格為熱帶低氣壓。下午3時，布拉斯在下加利福尼亞半島西南565公里處轉變為後熱帶氣旋。其殘餘雲帶後來於6月24日在北太平洋上消散。

## 準備工作及影響

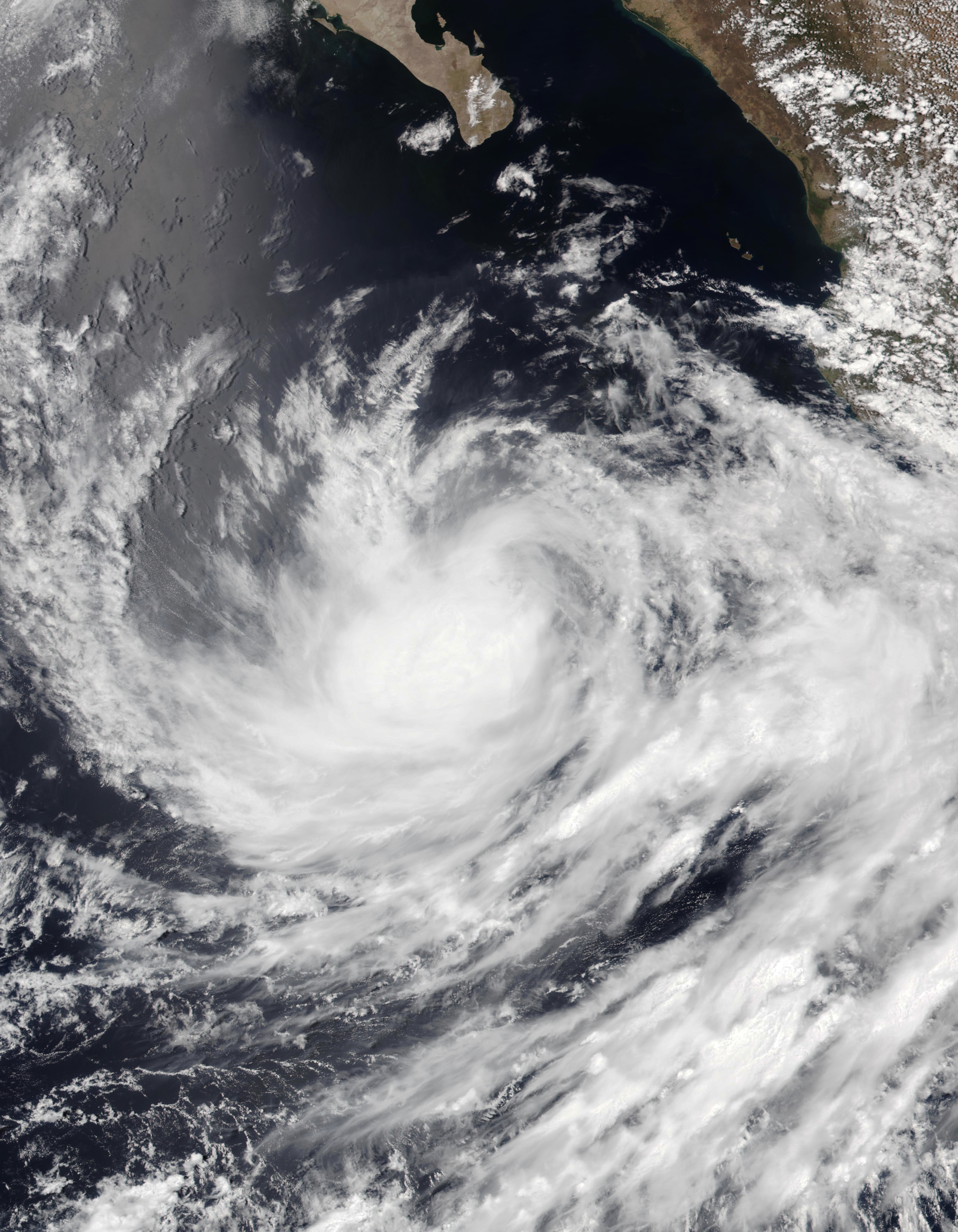
6月17日，颶風布拉斯開始減弱

6月16日，瓦哈卡州當局在布拉斯逼近時將60個仍在從颶風阿加莎影響中恢復過來的城市處於戒備狀態，並關閉當地的港口。在格雷羅州，21個城市的學校關閉，其中包括哥斯達奇卡、哥斯大黎加、阿卡普爾科和米卻肯州。
布拉斯在格雷羅州只造成輕微的破壞。在阿卡普爾科，風暴帶來的風雨導致埃爾莫羅海灘的海灘侵蝕超過300米。在特克潘·德·加利阿納，幾英畝的香蕉作物被強風摧毀。阿卡普爾科的兩條溪流泛濫，淹沒8個社區。 據報導，芝華塔尼歐和阿托亞克市發生停電 。
納亞里特當局表示，該州在颶風過後至少有100人因洪水而流離失所。州長米格爾·安赫爾·納瓦羅·金特羅 （Miguel Ángel Navarro Quintero） 承諾將採取行動重建被風暴摧毀的房屋。布拉斯消散後，國民警衛隊出動清理米卻肯州和格雷羅州的瓦礫。

## 外部連結
- 颶風布拉斯公告存檔 （页面存档备份，存于）